# Tom Normanton
Tom Normanton (ur. 12 marca 1917 w Rochdale, zm. 6 sierpnia 1997) – brytyjski polityk, przedsiębiorca i działacz gospodarczy, uczestnik II wojny światowej. W latach 1970–1987 członek Izby Gmin, poseł do Parlamentu Europejskiego I i II kadencji.

## Życiorys
Kształcił się w Malsis School i Manchester Grammar School, uzyskał tytuł Master of Arts w zakresie handlu na The University of Manchester. W 1938 zapisał się do Territorial Army (rezerwy British Army). Walczył w II wojnie światowej, dochodząc do rangi majora. Uczestniczył w obronie Calais, w której został ranny, w walkach w Afryce Północnej oraz w przygotowaniach do inwazji na Normandię. Zajął się prowadzeniem rodzinnej firmy przemysłowej, działającej głównie w branży tekstylnej. Zasiadał w zarządach i radach różnych przedsiębiorstw, został członkiem British Institute of Management. Należał do rady Confederation of British Industry, kierował brytyjskim stowarzyszeniem pracodawców branży tekstylnej oraz międzynarodową konfederacją branży bawełnianej i pokrewnych.
Wstąpił do Partii Konserwatywnej. W 1959 i 1964 kandydował do Izby Gmin, zasiadał w tym gremium od 1970 do 1987. Od 1973 oddelegowany do Parlamentu Europejskiego, w 1979 i 1984 wybierany w wyborach bezpośrednich. Przystąpił do frakcji Europejscy Demokraci. W PE zasiadał do 1989.
W 1942 poślubił Annabel Yates, mieli trójkę dzieci.

## Odznaczenia i wyróżnienia
Wyróżniony Mentioned in Despatches (1944) i Territorial Decoration (1977). W 1987 przyjęty do stanu szlacheckiego.